# Knínice (Jihlavai járás)
Knínice település Csehországban, a Jihlavai járásban. Knínice Lomy, Hříšice, Horní Slatina, Budeč, Červený Hrádek, Krasonice és Radkovice u Budče településekkel határos. Lakosainak száma 194 fő (2024. január 1.).

## Népesség
A település lakosságának változását az alábbi diagram mutatja:
| Lakosok száma | 670  | 620  | 647  | 458  | 296  | 206  | 187  | 195  | 191  | 194  |
|               | 1869 | 1890 | 1921 | 1950 | 1980 | 2001 | 2017 | 2019 | 2022 | 2024 |